# Hyperchirioides agomensis
Hyperchirioides agomensis är en fjärilsart som beskrevs av Karsch 1893. Hyperchirioides agomensis ingår i släktet Hyperchirioides och familjen påfågelsspinnare. Inga underarter finns listade i Catalogue of Life.